# Hanna Birna Kristjánsdóttir
Hanna Birna Kristjánsdóttir (Hafnarfjörður, 12 oktober 1966) is een IJslands politica namens de Onafhankelijkheidspartij. Ze was onder meer burgemeester van Reykjavik (2008–2010) en minister van Binnenlandse Zaken in de IJslandse regering (2013–2014).

## Biografie
In 1991 behaalde Hanna Birna een bachelorgraad in politieke wetenschappen aan de Universiteit van IJsland. Vervolgens behaalde ze in 1993 de graad van Master of Science in International and European Politics aan de Universiteit van Edinburgh.
In 2002 werd ze namens de Onafhankelijkheidspartij verkozen in de gemeenteraad van de IJslandse hoofdstad Reykjavik. In de periode van 21 augustus 2008 tot 15 juni 2010 was ze er burgemeester.
Hanna Birna werd bij de landelijke parlementsverkiezingen van 2013 verkozen in de Alding (het IJslandse parlement). Aansluitend werd zij op 23 mei 2013 benoemd tot minister van Binnenlandse Zaken in de IJslandse regering, onder het premierschap van Sigmundur Davíð Gunnlaugsson. Ze diende tevens als vicevoorzitter van haar partij.
Op 21 november 2014 maakte Hanna Birna haar aftreden bekend na een politiek schandaal waarin haar assistent vertrouwelijke informatie over een asielzoeker had gelekt naar de media. Ze werd op 4 december opgevolgd door Ólöf Nordal. Haar assistent werd veroordeeld tot een voorwaardelijke celstraf van acht maanden voor de schending van zijn beroepsgeheim. Bij de parlementsverkiezingen van 2016 stelde Hanna Birna zich niet meer verkiesbaar.
- Virtual International Authority File: 8786152140008911100006